# Manic Hedgehog
Manic Hedgehog to tytuł czwartego i ostatniego dema brytyjskiego zespołu Radiohead. Demo zostało nagrane na kasecie audio i wydane w październiku 1991 roku. Jego nazwa pochodzi od sklepu z płytami w Oksfordzie, gdzie można było nabyć demo.
Kaseta została rozprowadzona w Oksfordzie za £3 gdy zespół znany był jeszcze jako On A Friday, i otrzymała pochlebne recenzje od lokalnego magazynu muzycznego, Curfew.
Okładka kasety została zaprojektowana przez Thoma Yorke’a i przedstawia kosmitę z dużą i wydłużona głową z napisem „Work Sucks” obok twarzy.

## Lista utworów
| Nr | Tytuł                |
| -- | -------------------- |
| 1. | „I Can't”            |
| 2. | „Nothing Touches Me” |
| 3. | „Thinking About You” |
| 4. | „Phillipa Chicken”   |
| 5. | „You”                |